# 稠密集
在拓扑学及数学的其它相关领域，给定拓扑空间X及其子集A，如果对于X中任一点x，x的任一邻域同A的交集不为空，则A称为在X中稠密。直观上，如果X中的任一点x可以被A中的点很好的逼近，则称A在X中稠密。
等价地说，A在X中稠密当且仅当X中唯一包含A的闭集是X自己。或者说，A的閉包是X，又或者A的补集的内部是空集。

## 度量空间中的稠密集
在度量空间(E,d)中，也可以如下定义稠密集。当X的拓扑由一个度量给定时，在X中A的闭包{\displaystyle {\overline {A}}}是A与A中元素的所有数列极限（它的极限点）的集合的并集，

{\displaystyle {\overline {A}}=A\cup \{\lim _{n}a_{n}:\forall n\geq 0,\ a_{n}\in A\}}。
那么当
{\displaystyle {\overline {A}}=X}，
A在X中是稠密的。
注意{\displaystyle A\subseteq \{\lim _{n}a_{n}:\forall n\geq 0,\ a_{n}\in A\}}。如果{\displaystyle \{U_{n}\}}是一个完备度量空间X中稠密开集上的序列，则{\displaystyle \cap _{n=1}^{\infty }U_{n}}在X上依然稠密。这个事实与贝尔纲定理中的一个形式等价。

## 例子
- 每一拓扑空间是其自身的稠密集。
- 有理数域和无理数域是实数域中的稠密集（在通常拓扑意义下）。
- 度量空间{\displaystyle M}是其完备集{\displaystyle \gamma M}中的稠密集。